# Али-бей Дулкадирид
 Али-бей ибн Шехсувар  ( тур. Ali-Bey; ум. 1522 год) —  представитель династии, основавшей бейлик Дулкадир и правившей им.

## Биография
Али-бей был сыном Шехсувара правителя Зулькадара, правившего с 1465 по 1472 год. В 1472 году Шах-Сувар был свергнут его братом Шахбудаком ставленником египетских мамлюков и Али-бей был вынужден бежать ко двору турецкого султана. При поддержке турок Шахбудак был свергнут дядей Али-бея Алауддевле Бозкуртом, который был тестем турецкого султана Баязида II. Алауддевле правил с 1479 по 1515 год. Он вышел из под контроля османов и стал вассалом мамлюкского султана Аль-Ашрафа Кансуха аль-Гаури. Во время войны между турецким султаном Селимом I и персидским шахом Исмаилом I, по приказу Кансуха аль-Гаури войска Алауддевле атаковали обозы предназначенные для турецких войск. Поэтому после победы в Чалдыранской битве Селим I оказал помощь Али-бею. 12 июня 1515 года Селим и Али-бей одержали победу над Алауддевле. Он погиб  вместе с четырьмя сыновьями. Причем по приказу Селима I голову Алауддевле отправили  Кансуху аль-Гаури. После этого Али-бей стал правителем бейлика Дулкадир, позднее Селим I назначил Али-бея санжакбеем в Сивас. Он принял активное участие в Османо-мамлюкской войне (1516—1517) на стороне османов, а после помог в подавлении мамлюкского восстания в Сирии под предводительством Джанберди аль-Газали.
Также в начале 1520 года Али-бей участвовал в подавлении инициированного иранским шахом Исмаилом восстания кызылбашей в Анатолии. Али-бей одержал над кызылбашами две большие победы подряд и пленил их лидера Шаха-вели. Шах-вели был казнён, его тело было публично расчленено в назидание его сторонникам. В 1522 году, Али-бей был смещен с поста губернатора по обвинению в государственной измене, а позднее убит из-за сплетен, распущенных о нём Ферхат-пашой.

### Энциклопедии и справочники
- Yinanç  R. Dulkadiroğulları (тур.) // Islam Ansiklopedisi. — 1994. — C. 9. — S. 553—557.
- Kahramanmaraş Ansiklopedisi (тур.). — Onikişubat: Kahramanmaraş Sütçü İmam Üniversitesi Yayınları, 2016—2017.

- Alıç Samet. Alaüddevle (Bozkurt) Bey. — Onikişubat, 2016. — Vol. 1. — S. 189—195.

- Mordtmann J. H.[нем.]-V. L. Ménage. Ḏh̲u 'l-Ḳadr // Encyclopaedia of Islam, Second Edition (англ.) / edited by B. Lewis; J. Schacht & Ch. Pellat. Assisted by J. Burton-Page, C. Dumont and V.L. Ménage. — Leiden: E.J. Brill, 1991. — Vol. II. — P. 239—240.